# لورا لس
لورا لس (به انگلیسی: Laura Les) (زاده ۲ دسامبر ۱۹۹۴) خواننده و ترانه‌سرا آمریکایی است.
او یک زن ترنس است.
او پیش‌تر با لقب osno1 شناخته می‌شد، تهیه‌کنندهٔ موسیقی، خواننده و ترانه‌پرداز آمریکایی می‌باشد. وی بیشتر به‌عنوان عضوی از گروهٔ موسیقی دونفرهٔ سبک الکترونیک تجربی ۱۰۰ گکز درکنار دیلن بردی شناخته می‌شود.